# Выборы губернатора Краснодарского края (2020)
Выборы главы администрации (губернатора) Краснодарского края состоялись в Краснодарском крае 13 сентября 2020 года в единый день голосования. Губернатор избирался сроком на 5 лет.
На 1 июля 2020 года в крае было зарегистрировано 4 209 156 избирателей.

## Предшествующие события
22 апреля 2015 года указом Президента России Владимира Путина Вениамин Кондратьев был назначен временно исполняющим обязанности главы администрации (губернатора) Краснодарского края. На этой должности он сменил Александра Ткачёва, ушедшего со своего поста по собственному желанию и в тот же день назначеного министром сельского хозяйства.
На первых за 11 лет прямых выборах, прошедших в единый день голосования 13 сентября 2015 года, Вениамин Кондратьев набрал 83,64 % голосов и был избран главой края на последующие пять лет.

## Выдвижение и регистрации кандидатов

### Право выдвижения
Главой администрации (губернатора) Краснодарского края может быть избран гражданин Российской Федерации, достигший возраста 30 лет.
В Краснодарском крае кандидаты выдвигаются только политическими партиями, имеющими в соответствии с федеральными законами право участвовать в выборах. Самовыдвижение не допускается.
У кандидата не должно быть гражданства иностранного государства либо вида на жительство в какой-либо иной стране.

### Муниципальный фильтр
1 июня 2012 года вступил в силу закон, вернувший прямые выборы глав субъектов Российской Федерации. Однако был введён так называемый муниципальный фильтр. Всем кандидатам на должность главы субъекта РФ (как выдвигаемых партиями, так и самовыдвиженцам), согласно закону, требуется собрать в свою поддержку от 5 % до 10 % подписей от общего числа муниципальных депутатов и избранных на выборах глав муниципальных образований, в числе которых должно быть от 5 до 10 депутатов представительных органов муниципальных районов и городских округов и избранных на выборах глав муниципальных районов и городских округов. Муниципальным депутатам представлено право поддержать только одного кандидата.
В Краснодарском крае кандидаты должны собрать подписи 10 % муниципальных депутатов и глав муниципальных образований. Среди них должны быть подписи депутатов районных и городских советов и (или) глав районов и городских округов в количестве 10 % от их общего числа. Кроме того, кандидат должен получить подписи не менее чем в трёх четвертях районов и городских округов, то есть в 33 из 44.

## Кандидаты
Избирательная комиссия Краснодарского края 5 июля завершила прием заявлений от претендентов на должность губернатора. Документы подали 6 кандидатов.
Закон отводил срок до вечера 29 июля на регистрацию заявлений кандидатов в избирательной комиссии. К заявлениям должны прилагаться листы с подписями муниципальных депутатов.
К 30 июля все пять кандидатов сдали листы поддержки с подписями депутатов представительных органов и избранных на выборах глав муниципальных образований, финансовые отчеты, уведомление об отсутствии счетов, вкладов и финансовых инструментов в иностранных учреждениях, сведения о трех кандидатах для наделения одного из них полномочиями члена Совета Федерации.
31 июля избирательная комиссия зарегистрировала кандидата от КПРФ Александра Сафронова и ЛДПР Ивана Тутушкина. Ранее избирком отказал в регистрации Денису Деулину, так как ему на момент подачи документов не исполнилось 30 лет.
| Кандидат            | Возраст                        | Должность (на момент выдвижения)                         | Субъект выдвижения       | Статус              | Кандидаты в Совет Федерации |
| ------------------- | ------------------------------ | -------------------------------------------------------- | ------------------------ | ------------------- | --- |
| Денис Деулин        | 32 года (род. 2 декабря 1992)  | генеральный директор ООО «Строительная Компания Бастион» | Партия социальной защиты | отказ в регистрации | — |
| Вениамин Кондратьев | 54 года (род. 1 сентября 1970) | действующий губернатор Краснодарского края               | Единая Россия            | зарегистрирован     | Алексей Кондратенко, член Совета Федерации Евгений Шендрик, председатель Совета ветеранов Краснодарского края Владимир Порханов, главврач краевой клинической больницы № 1 Краснодара |
| Олег Лугин          | 66 лет (род. 19 февраля 1959)  | директор «Управляющая компания Сервис-Сити»              | Партия Роста             | зарегистрирован     | |
| Александр Сафронов  | 40 лет (род. 21 ноября 1984)   | секретарь комитета краевого отделения КПРФ               | КПРФ                     | зарегистрирован     | |
| Иван Тутушкин       | 48 лет (род. 1 августа 1976)   | депутат заксобрания Краснодарского края                  | ЛДПР                     | зарегистрирован     | |
| Денис Хмелевской    | 43 года (род. 25 августа 1981) | депутат заксобрания Краснодарского края                  | Справедливая Россия      | зарегистрирован     | |

## Результаты
16 сентября Избирательная комиссия Краснодарского края подвела окончательные результаты выборов. Главой администрации избран Вениамин Кондратьев.
| Место                                    | Место                                    | Кандидат                                 | Партия                                   | Голосов   | %       |
| ---------------------------------------- | ---------------------------------------- | ---------------------------------------- | ---------------------------------------- | --------- | ------- |
|                                          | 1.                                       | Вениамин Кондратьев                      | Единая Россия                            | 2 401 266 | 82,97 % |
|                                          | 2.                                       | Александр Сафронов                       | КПРФ                                     | 237 696   | 8,21 %  |
|                                          | 3.                                       | Иван Тутушкин                            | ЛДПР                                     | 126 205   | 4,36 %  |
|                                          | 4.                                       | Денис Хмелевской                         | Справедливая Россия                      | 53 885    | 1,86 %  |
|                                          | 5.                                       | Олег Лугин                               | Партия Роста                             | 46 869    | 1,62 %  |
|                                          |                                          |                                          |                                          |           |         |
| Действительных бюллетеней                | Действительных бюллетеней                | Действительных бюллетеней                | Действительных бюллетеней                | 2 865 921 | 99,02 % |
| Недействительных бюллетеней              | Недействительных бюллетеней              | Недействительных бюллетеней              | Недействительных бюллетеней              | 28 229    | 0,98 %  |
| Всего                                    | Всего                                    | Всего                                    | Всего                                    | 2 894 150 | 100 %   |
|                                          |                                          |                                          |                                          |           |         |
| Число бюллетеней, выданных досрочно      | Число бюллетеней, выданных досрочно      | Число бюллетеней, выданных досрочно      | Число бюллетеней, выданных досрочно      | 1 904 334 | 65,77 % |
| Число бюллетеней, выданных на участке    | Число бюллетеней, выданных на участке    | Число бюллетеней, выданных на участке    | Число бюллетеней, выданных на участке    | 847 772   | 29,28 % |
| Число бюллетеней, выданных вне помещения | Число бюллетеней, выданных вне помещения | Число бюллетеней, выданных вне помещения | Число бюллетеней, выданных вне помещения | 143 542   | 4,96 %  |
|                                          |                                          |                                          |                                          |           |         |
| Явка                                     | Явка                                     | Явка                                     | Явка                                     | 2 895 648 | 68,63 % |
| Число избирателей                        | Число избирателей                        | Число избирателей                        | Число избирателей                        | 4 219 248 | 100 %   |